# Condecoraciones de la Alemania nazi
Las insignias y condecoraciones de la Alemania nazi fueron condecoraciones militares, políticas y civiles que fueron otorgadas entre 1923 y 1945, primero por el NSDAP y luego por el propio estado de la Alemania nazi.
Los primeros premios comenzaron en la década de 1920, antes de que los nazis llegaran al poder en Alemania, con las condecoraciones políticas en los uniformes del Partido, junto con cualquier premio que pudieran haber ganado durante la Primera Guerra Mundial o antes.
Después de 1933, el estado comenzó a emitir una variedad de condecoraciones civiles, que podían otorgarse a cualquier ciudadano de Alemania. Por lo tanto, algunos premios (como insignias deportivas) se otorgaron a miembros del Partido nazi, miembros del ejército alemán y civiles regulares. Muchos premios estándar del estado alemán, como medallas de salvamento, fueron rediseñados para incorporar el símbolo nazi, la esvástica.
Se establecieron varias condecoraciones militares previas a la guerra, incluidas las de servicio prolongado de la Wehrmacht, seguidas de premios por participación en la Guerra civil española y por la anexión de Austria y los Sudetes, con el mayor número establecido después del inicio de la Segunda Guerra Mundial en 1939. El reglamento de la adjudicación también permitió el uso simultáneo de condecoraciones militares, civiles y políticas en cualquier uniforme militar o paramilitar de la Alemania nazi.
Los premios y condecoraciones nazis se suspendieron después de la derrota de la Alemania nazi en 1945, y se prohibió la exhibición de la esvástica. En 1957, la República Federal de Alemania permitió que los veteranos usaran muchos premios de la época nazi con el uniforme de la Bundeswehr, incluyendo la mayoría de los premios de campaña y valor de la Segunda Guerra Mundial, siempre que se eliminara la esvástica. Esto llevó al rediseño de muchas medallas, por ejemplo, la esvástica fue reemplazada por un grupo de hojas de roble de tres hojas en la Cruz de Hierro y por la fecha de 1939 en la Cruz del Mérito de Guerra. Además, los gobiernos de Alemania Occidental y Alemania Oriental crearon nuevos premios militares para el servicio de posguerra.

## Órdenes y condecoraciones

### Condecoraciones de guerra previas a 1939
| Insignia y ribete | Nombre (Español/Alemán)                                                                       | Fecha de creación- fecha de cese                                               | Descripción | Número de otorgadas                   |
| ----------------- | --------------------------------------------------------------------------------------------- | ------------------------------------------------------------------------------ | --- | ------------------------------------- |
|                   | Cruz española Spanien-Kreuz                                                                   | 14 de abril de 1939 – 1940                                                     | Otorgada con y sin espadas. Emitida en bronce, plata, oro y oro con diamantes. Por el servicio con la Legión Cóndor en España. | 26.116 en total, de todas las clases. |
|                   | Insignia de las Tropas Blindadas de la Legión Cóndor Panzertruppenabzeichen der Legion Condor | Septiembre de 1936 – otoño de 1939 (aprobación oficial el 10 de julio de 1939) | Para las tropas blindadas que sirvieron con la Legión Cóndor en España, 1936-1939.                                             | 415                                   |

### Condecoraciones de guerra 1939-1945
Estos premios fueron otorgados por la Wehrmacht y las Waffen-SS entre 1939 y 1945, durante la Segunda Guerra Mundial.
| Insignia y ribete | Nombre (Español/Alemán) | Fecha de creación- fecha de cese            | Descripción | Número de otorgadas                                          |
| ----------------- | --- | ------------------------------------------- | --- | ------------------------------------------------------------ |
|                   | Estrella de la Gran Cruz de la Cruz de Hierro Stern zum Großkreuz des Eisernen Kreuzes                                                               | 1 de septiembre de 1939 - 8 de mayo de 1945 | Una clase superior de la Gran Cruz de la Cruz de Hierro. Se hizo un prototipo, pero nunca se instituyó ni se otorgó formalmente. | 0                                                            |
|                   | Gran Cruz de la Cruz de Hierro Großkreuz des Eisernen Kreuzes                                                                                        | 1 de septiembre de 1939 - 8 de mayo de 1945 | Otorgada a los Generales/Mariscales de campo victoriosos de las fuerzas alemanas y sus aliados. Hermann Göring recibió la Gran Cruz el 19 de julio de 1940, el único beneficiario de la Segunda Guerra Mundial.                                                     | 1                                                            |
|                   | Cruz de Caballero con Hojas de Roble en Oro, Espadas y Diamantes Ritterkreuz des Eisernen Kreuzes mit goldenem Eichenlaub, Schwertern und Brillanten | 29 de diciembre de 1944-8 de mayo de 1945   | Para ser otorgada después de la Segunda Guerra Mundial a los 12 héroes de guerra más importantes de Alemania. En realidad, se otorgó solo una vez, a Hans-Ulrich Rudel por sus continuos logros sobresalientes y su heroísmo.                                       | 1                                                            |
|                   | Cruz de Caballero con Hojas de Roble, Espadas y Diamantes Ritterkreuz des Eisernen Kreuzes mit Eichenlaub, Schwertern und Brillanten                 | 28 de septiembre de 1941-8 de mayo de 1945  | Por valentía continua ante el enemigo o la excelencia en el mando de las tropas después de haber recibido todas las clases anteriores de la Cruz de Caballero/Cruz de Hierro.                                                                                       | 27                                                           |
|                   | Cruz de Caballero con Hojas de Roble y Espadas Ritterkreuz des Eisernen Kreuzes mit Eichenlaub und Schwertern                                        | 28 de septiembre de 1941-8 de mayo de 1945  | Por valentía continua ante el enemigo o la excelencia en el mando de las tropas después de haber recibido todas las clases anteriores de la Cruz de Caballero/Cruz de Hierro.                                                                                       | 160 (159 alemanes, 1 japonés)                                |
|                   | Cruz de Caballero con Hojas de Roble Ritterkreuz des Eisernen Kreuzes mit Eichenlaub                                                                 | 3 de junio de 1940 - 8 de mayo de 1945      | Por valentía continua ante el enemigo o la excelencia en el mando de las tropas después de haber recibido todas las clases anteriores de la Cruz de Caballero/Cruz de Hierro.                                                                                       | 890 (882 alemanes, 8 aliados del Eje)                        |
|                   | Cruz de Caballero de la Cruz de Hierro Ritterkreuz des Eisernen Kreuzes                                                                              | 1 de septiembre de 1939 - 8 de mayo de 1945 | Por valentía continua ante el enemigo o la excelencia en el mando de las tropas después de haber recibido todas las clases anteriores de la Cruz de Hierro. | 7.318                                                        |
|                   | Cruz de Caballero de la Cruz al Mérito de Guerra en Oro Goldenes Ritterkreuz des Kriegsverdienstkreuz                                                | 13 de octubre de 1944-8 de mayo de 1945     | Otorgada con y sin espadas. Por contribuciones sobresalientes al esfuerzo de guerra. | 2 (Otras recomendaciones no aprobadas al final de la guerra) |
|                   | Cruz de Caballero de la Cruz al Mérito de Guerra Ritterkreuz des Kriegsverdienstkreuz                                                                | 19 de agosto de 1940 - 8 de mayo de 1945    | Otorgada con y sin espadas. Por contribuciones meritorias al esfuerzo de guerra después de recibir todas las clases anteriores de la Cruz de Mérito de Guerra. | c. 250                                                       |
|                   | Cruz Alemana en Oro con Diamantes Kriegsorden des Deutschen Kreuzes in Gold mit Brillanten                                                           | Octubre de 1942-8 de mayo de 1945           | Ser premiado por la valentía continua ante el enemigo o la excelencia en el mando de tropas (habiendo sido galardonado con la Cruz Alemana en Oro). Nunca se otorgó ninguna.                                                                                        | 0                                                            |
|                   | Cruz Alemana en Oro Kriegsorden des Deutschen Kreuzes in Gold                                                                                        | 28 de septiembre de 1941-8 de mayo de 1945  | Por valentía continua ante el enemigo o excelencia en el mando de tropas (no justificando la Cruz de Caballero de la Cruz de Hierro, pero ya habiendo sido galardonado con la Cruz de Hierro de 1.ª Clase)                                                          | 24.204 (24.190 alemanes, 14 aliados del Eje)                 |
|                   | Cruz Alemana en Plata Kriegsorden des Deutschen Kreuzes in Silber                                                                                    | 28 de septiembre de 1941-8 de mayo de 1945  | Por desempeños importantes en la ayuda al esfuerzo de guerra militar. (Sin justificar la Cruz de Caballero de la Cruz de Hierro o la Cruz al Mérito de Guerra, pero ya se le ha otorgado la Cruz de Hierro de 1.ª Clase o la Cruz al Mérito de Guerra de 1.ª Clase) | 1.115                                                        |
|                   | Broche de la Lista de Honor Ehrenblattspange | 30 de enero de 1944-8 de mayo de 1945       | Diferentes diseños para el Heer, la Kriegsmarine y la Luftwaffe. Otorgado a aquellos que aparecieron en el Cuadro de Honor por distinción en combate. | 4.556 (otorgadas solamente al Ejército y las Waffen-SS)      |
|                   | Cruz de Hierro (1.ª Clase) Eisernes Kreuz 1. Klasse                                                                                                  | 1 de septiembre de 1939 - 8 de mayo de 1945 | Por valentía continua ante el enemigo o excelencia en el mando de tropas después de recibir la Cruz de Hierro de 2.ª Clase. | c. 300.000                                                   |
|                   | Cruz de Hierro (2.ª Clase) Eisernes Kreuz 2. Klasse                                                                                                  | 1 de septiembre de 1939 - 8 de mayo de 1945 | Por valentía ante el enemigo o excelencia en el mando de tropas. | c. 4.500.000                                                 |
|                   | Broche de la Cruz de Hierro de 1939 Spange zum Eisernen Kreuz                                                                                        | 1 de septiembre de 1939 - 8 de mayo de 1945 | Un reconocimiento de la Cruz de Hierro, 1.ª o 2.ª Clase para quienes ya habían recibido la condecoración en la Primera Guerra Mundial. | + 100.000                                                    |
|                   | Cruz al Mérito de Guerra (1.ª Clase) Kriegsverdienstkreuz 1. Klasse                                                                                  | 18 de octubre de 1939-8 de mayo de 1945     | Otorgada con y sin espadas. Por contribuciones meritorias al esfuerzo de guerra después de recibir la Cruz al Mérito de Guerra, 2.ª Clase. | c. 480.000 con espadas c. 90.000 sin espadas                 |
|                   | Cruz al Mérito de Guerra (2.ª Clase) Kriegsverdienstkreuz 2. Klasse                                                                                  | 18 de octubre de 1939-8 de mayo de 1945     | Otorgada con y sin espadas. Por contribuciones meritorias al esfuerzo de guerra. | c. 6.100.000 con espadas c. 1.500.000 sin espadas            |
|                   | Medalla al Mérito de Guerra Kriegsverdienstmedaille                                                                                                  | 19 de agosto de 1940 - 8 de mayo de 1945    | Por contribuciones civiles de bajo nivel al esfuerzo de guerra. | c. 4.900.000                                                 |

### Condecoraciones al servicio militar
| Cruz de Honor (1914–1918) Ehrenkreuz des Weltkriegs | Medalla del Frente Oriental Medaille Winterschlacht im Osten | Medalla del Muro Occidental Schutzwall-Ehrenzeichen Otorgada con el ribete de 1944 | Medalla de la Anexión de Austria Medaille zur Erinnerung an den 13. März 1938 | Medalla Memel Medaille zur Erinnerung an die Heimkehr des Memellandes | Medalla de los Sudetes Medaille zur Erinnerung an den 1. Oktober 1938 Otorgada con el ribete del Castillo de Praga |
| --------------------------------------------------- | ------------------------------------------------------------ | ---------------------------------------------------------------------------------- | ----------------------------------------------------------------------------- | --------------------------------------------------------------------- | --- |
|                                                     |                                                              |                                                                                    |                                                                               |                                                                       | |

### Condecoraciones al largo servicio
|  |  |

|  |  |

### Escudos
| Escudo de Narvik, 1940 | Escudo de Crimea, 1941–1942 | Escudo de Cholm, 1942 | Escudo de Demyansk, 1942 | Escudo de Kubán, 1943 | Escudo de Varsovia, 1944 | Escudo de Laponia, 1944–1945 |
| ---------------------- | --------------------------- | --------------------- | ------------------------ | --------------------- | ------------------------ | ---------------------------- |
|                        |                             |                       |                          |                       |                          |                              |

### Brazaletes de campaña
| Brazalete de Kreta, 1942 | Brazalete de Afrika, 1941-1943 | Brazalete de Metz 1944, 1944 | Brazalete de Kurland, 1944–1945 |
| ------------------------ | ------------------------------ | ---------------------------- | ------------------------------- |
|                          |                                |                              |                                 |

### Insignias militares y paramilitares

#### Insignias de guerra delHeery lasWaffen-SS
| Insignia de Asalto de Infantería | Insignia de Asalto General         | Broche de Combate Cuerpo a Cuerpo | Insignia de Puntería con Cordón Militar | Insignia de Combate de Tanques           | Insignia Antiaérea del Ejército  | Insignia de Paracaidista del Ejército            | Insignia de la Lucha Antipartisana |
| -------------------------------- | ---------------------------------- | --------------------------------- | --------------------------------------- | ---------------------------------------- | -------------------------------- | ------------------------------------------------ | ---------------------------------- |
|                                  |                                    |                                   |                                         |                                          |                                  |                                                  |                                    |
| Insignia de Observador de globo  | Insignia de Destrucción de Tanques | Insignia de Francotirador         | Medalla de herido                       | Insignia de Guía de Montaña del Ejército | Insignia de Conductor del Frente | Insignia de Destrucción de Aviones a baja altura |                                    |
|                                  |                                    |                                   |                                         |                                          |                                  |                                                  |                                    |

#### Insignias de guerra de laKriegsmarine
| Insignia de la Flota de Guerra de Alta Mar    | Insignia de Combate de Destructores     | Insignia de Combate de Dragaminas         | Insignia de Combate de Rotura del Bloqueo Naval | Insignia de Combate de Lanchas Torpederas | Insignia al Combate Submarino |
| --------------------------------------------- | --------------------------------------- | ----------------------------------------- | ----------------------------------------------- | ----------------------------------------- | ----------------------------- |
|                                               |                                         |                                           |                                                 |                                           |                               |
| Insignia de los Cruceros Auxiliares de Guerra | Insignia de Combate de Artillería Naval | Broche al Frente de Combate de Submarinos | Broche al Frente de Combate Naval               | Broche al Combate en Pequeñas Unidades    |                               |
|                                               |                                         |                                           |                                                 |                                           |                               |

#### Insignias de laLuftwaffey otras condecoraciones
| Insignia de Piloto Observador   | Insignia de Piloto                                            | Insignia de Observador            | Insignia de Paracaidista de la Luftwaffe | Insignia de Combate de Tanques de la Luftwaffe | Insignia de Combate Antiaéreo           | Insignia de Combate en Tierra                     |
| ------------------------------- | ------------------------------------------------------------- | --------------------------------- | ---------------------------------------- | ---------------------------------------------- | --------------------------------------- | ------------------------------------------------- |
|                                 |                                                               |                                   |                                          |                                                |                                         |                                                   |
| Insignia de Piloto de Planeador | Insignia de Operador de Radio e Insignia de Artillero de Cola | Insignia Conmemorativa de Pilotos | Insignia de Aviadores                    | Insignia de Combate Naval                      | Broche del Frente Aéreo de la Luftwaffe | Broche de Combate Cuerpo a Cuerpo de la Luftwaffe |
|                                 |                                                               |                                   |                                          |                                                |                                         |                                                   |

La Luftwaffe mantuvo dos condecoraciones que no se llevaban en el uniforme, la "Copa de Honor de la Luftwaffe" (Ehrenpokal für besondere Leistung im Luftkrieg) y el "Plato de Honor de la Luftwaffe" (Ehrenschale für hervorragende Kampfleistungen der Luftwaffe). Los destinatarios de ambas condecoraciones recibieron automáticamente el Broche de la Lista de Honor de la Luftwaffe en enero de 1944.
| Copa de Honor de la Luftwaffe | Plato de Honor de la Luftwaffe | Broche de la Lista de Honor |
| ----------------------------- | ------------------------------ | --------------------------- |
|                               |                                |                             |

### Condecoraciones a voluntarios extranjeros
| Medalla de la División Azul, España | Medalla a la Valentía y al Mérito de los Pueblos del Este En varios grados, con y sin espadas | Cruz de Schalburg, Dinamarca | Cruz del 5.º Regimiento de Cosacos del Don | Cruz del 2.º Regimiento de Cosacos de Siberia |
| ----------------------------------- | --------------------------------------------------------------------------------------------- | ---------------------------- | ------------------------------------------ | --------------------------------------------- |
|                                     |                                                                                               |                              |                                            |                                               |

## Orden de precedencia
Dentro de la Wehrmacht, las condecoraciones en tiempos de guerra (en alemán: Kriegsorden) tuvieron prioridad sobre las condecoraciones en tiempos de paz.
1. Gran Cruz de la Cruz de Hierro
2. Cruz de Caballero con Hojas de Roble (y mayores)
3. Cruz de Caballero de la Cruz al Mérito de Guerra en Oro
4. Cruz de Caballero de la Cruz de Hierro
5. Cruz de Caballero de la Cruz al Mérito de Guerra
6. Cruz Alemana
7. Broche de la Lista de Honor
8. Certificado de Recomendación del Führer
9. Copa y Plato de Honor de la Luftwaffe
10. Cruz de Hierro (1.ª Clase)
11. Cruz al Mérito de Guerra (1.ª Clase)
12. Cruz de Hierro (2.ª Clase)
13. Broche de Combate
14. Insignias de Combate numeradas
15. Medalla de herido
16. Insignia de Destrucción de Tanques
17. Insignias de Combate no numeradas
18. Escudos de Campaña y brazaletes
19. Cruz al Mérito de Guerra (2.ª Clase)
20. Medalla del Ostvolk
21. Medalla del Frente Oriental
22. Medalla al Mérito de Guerra
23. Cruz de Honor
24. Cruz Española
25. Insignias cualificativas
26. Premios al Largo Servicio
27. Medallas conmemorativas
28. Medalla del Muro Occidenta
29. Condecoracines extranjeras